# İmamlı
İmamlı war ein Dorf im Landkreis Silifke der türkischen Provinz Mersin.
İmamlı liegt im Zentrum des Landkreises, etwa 12 Kilometer nördlich von Silifke und 65 Kilometer südwestlich der Provinzhauptstadt Mersin. Die Entfernung zum Mittelmeer beträgt etwa 12 Kilometer. Seit einer Gebietsreform 2014 ist der Ort kein Dorf mehr, sondern ein Ortsteil der Kreisstadt Silifke. Östlich des Ortes verläuft das Tal Yenibahçe Deresi, das sich vom Küstenort Atakent weit ins bergige Hinterland zieht.
Bei İmamlı befindet sich ein Felsrelief des Iupiter Dolichenus mit seiner üblichen Darstellung auf einem Stier stehend. Es ist im 2. oder 3. Jahrhundert n. Chr. entstanden. Etwa zwei Kilometer nordwestlich liegt die römisch-frühbyzantinische Villa rustica Gökkale, ebenso weit östlich der Ruinenkomplex Barakçıkale aus hellenistischer Zeit auf einem Felssporn über dem Yenibahçe-Tal.